# Herbaspirillum rubrisubalbicans
Herbaspirillum rubrisubalbicans es una especie de  bacteria gramnegativa del género Herbaspirillum. Fue descrita en el año 1996. Su etimología hace referencia a rojo y blanco. Anteriormente conocida como Pseudomonas rubrisubalbicans, que fue descrita en el año 1949, y cómo Phytomonas rubrisubalbicans, descrita en el año 1930. Es aerobia y móvil por varios flagelos polares. Forma colonias mucosas y no pigmentadas. Temperatura óptima de crecimiento de 30 °C. Se ha aislado de plantas. Puede causar enfermedades en plantas, interviniendo en su crecimiento.